# مرادییو د رئا
مرادییو د رئا (به اسپانیایی: Moradillo de Roa) یک شهرستان در اسپانیا است.